# سبيد كيلي
سبيد كيلي (بالإنجليزية: Speed Kelly)‏ (19 أغسطس 1884 في الولايات المتحدة - 6 مايو 1949 في الولايات المتحدة) هو لاعب كرة قاعدة ولاعب كرة قدم أمريكي في مركز قاعدي ثالث ‏.

## وصلات خارجية
- سبيد كيلي على موقعبيزبول رفرنس.كوم (الدوري الرئيسي) (الإنجليزية)
- سبيد كيلي على موقعبيزبول رفرنس.كوم (الدوري الثانوي) (الإنجليزية)
- سبيد كيلي على موقع جمعية أبحاث البيسبول الأمريكية (الإنجليزية)